# Liste der Monuments historiques in Foug
Die Liste der Monuments historiques in Foug führt die Monuments historiques in der französischen Gemeinde Foug auf.

## Liste der Immobilien
| Bezeichnung   | Beschreibung   | Standort                          | Kennzeichnung | Schutzstatus | Datum | Bild |
| ------------- | -------------- | --------------------------------- | ------------- | ------------ | ----- | ---- |
| Maison Kayser | Madonnennische | 28 rue François Mitterrand (Lage) | PA00106034    | Classé       | 1927  |      |

## Liste der Objekte
| Bezeichnung                             | Beschreibung | Standort                        | Kennzeichnung | Schutzstatus | Datum | Bild |
| --------------------------------------- | --- | ------------------------------- | ------------- | ------------ | ----- | ---- |
| Kelch                                   | Silber, vergoldet, Ende des 17. Jahrhunderts                                                                      | in der Kirche St-Étienne (Lage) | PM54000245    | Classé       | 1981  |      |
| Marienaltar                             | rechter Seitenaltar; Altartisch, Retabel und drei Skulpturen; Stein, um 1720; aus dem Kloster Rangéval in Geville | in der Kirche St-Étienne (Lage) | PM54001546    | Inscrit      | 1974  |      |
| Triumphkreuz                            | Holz, farbig gefasst und vergoldet, Schmiedeeisen, 18. und 19. Jahrhundert                                        | in der Kirche St-Étienne (Lage) | PM54000243    | Classé       | 1972  |      |
| Kelch                                   | Silber, um 1770                                                                                                   | in der Kirche St-Étienne (Lage) | PM54000244    | Classé       | 1969  |      |
| Nikolausaltar                           | linker Seitenaltar; Altartisch, Retabel und drei Skulpturen; Stein, um 1720; aus dem Kloster Rangéval in Geville  | in der Kirche St-Étienne (Lage) | PM54001547    | Inscrit      | 1974  |      |
| Gemälde Steinigung des heiligen Stephan | Ölfarbe auf Leinwand, 1843; vergoldeter Holzrahmen, 18. Jahrhundert                                               | in der Kirche St-Étienne (Lage) | PM54000242    | Classé       | 1972  |      |
| Chorschranke                            | Schmiedeeisen, Mitte des 18. Jahrhunderts; eingelagert                                                            | in der Kirche St-Étienne (Lage) | PM54000246    | Classé       | 1980  |      |